# DM i cykelcross 2006
Danmarksmesterskaberne i cykelcross 2006 var den 37. udgave af DM i cykelcross. Mesterskabet fandt sted 8. januar 2006 på en frosthård rundstrækning i centrum af Korsør.
Hos kvinderne vandt Karen Jacobsen sit første danmarksmesterskab i cykelcross. I herrerækken vandt Joachim Parbo ligeledes sit første DM.

## Resultater
| Event        | Guld                   | Sølv                      | Bronze             |
| ------------ | ---------------------- | ------------------------- | ------------------ |
| Herrer       |                        |                           |                    |
| Herrer elite | Joachim Parbo          | Anders Klinkby            | Christian Poulsen  |
| Herrejunior  | Jannik Hyldtoft Hansen | Morgen Gregersen          | Michael D. Kohberg |
| Damer        |                        |                           |                    |
| Damer elite  | Julie Bollerup         | Janni Vestergaard Nielsen | Nina Hovn          |